# Keltneyburn

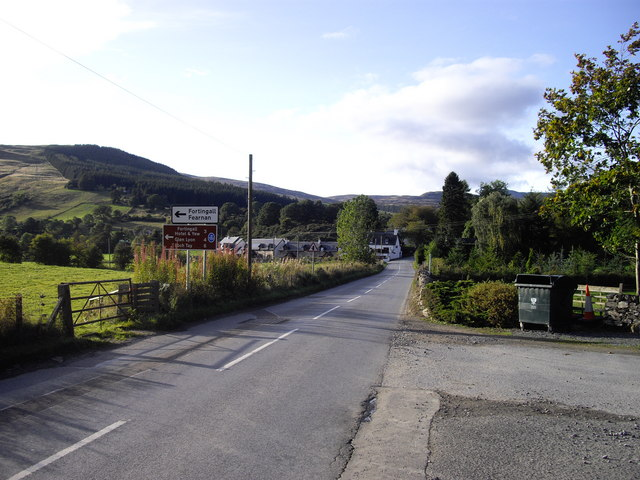
Durchgangsstraße in Keltneyburn

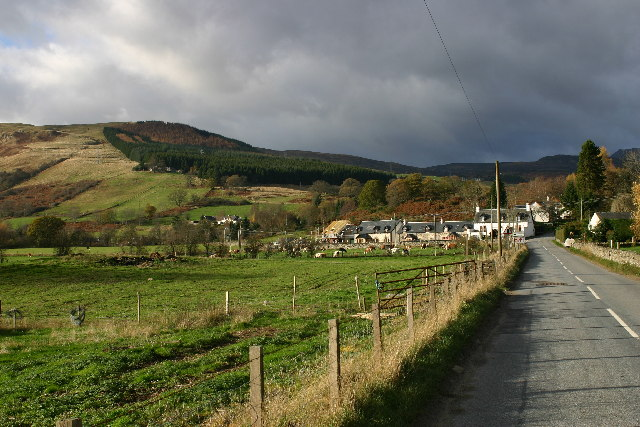
Blick auf Keltneyburn

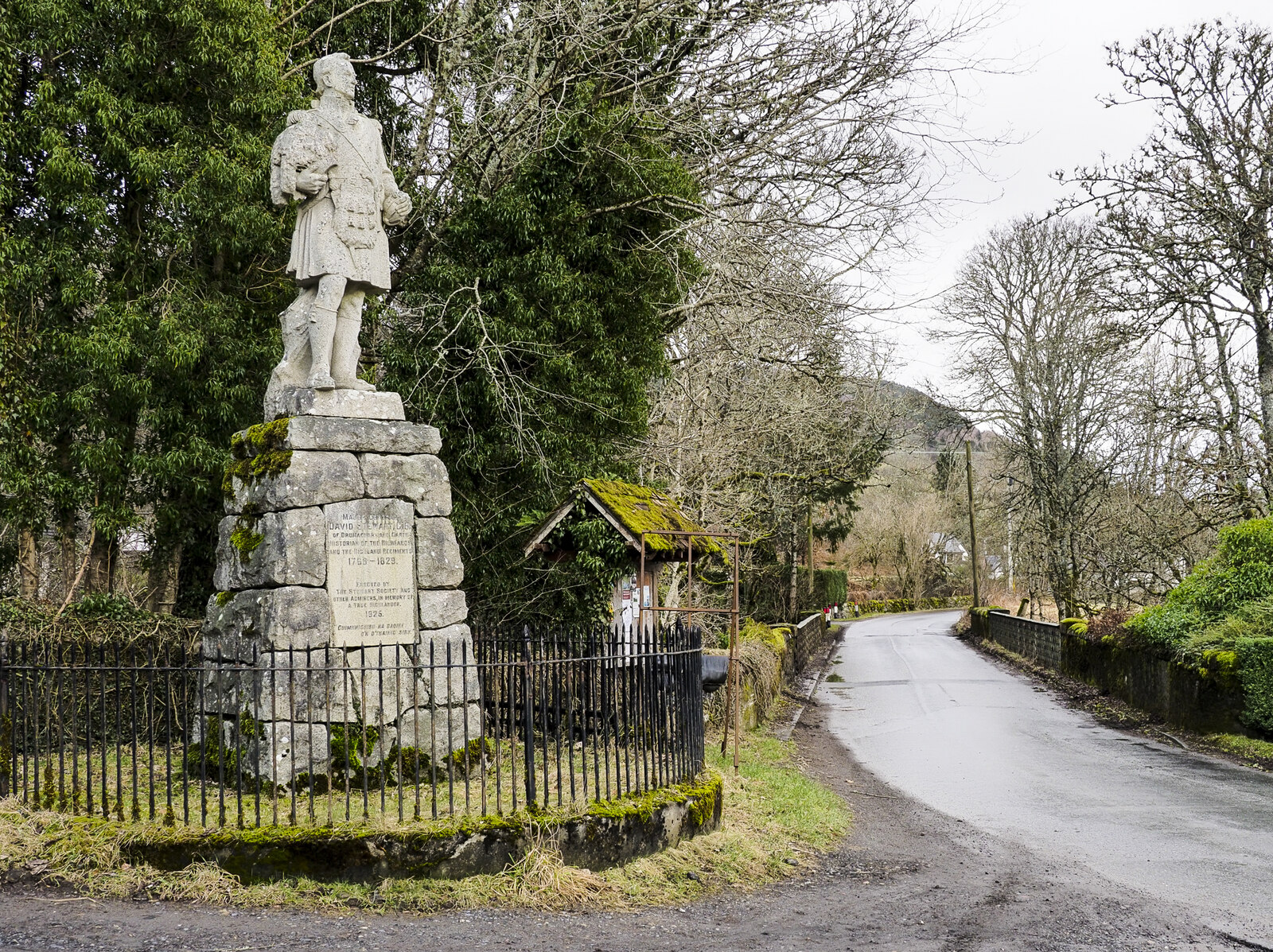
Statue von David Stewart of Garth

Keltneyburn ist eine kleine Ortschaft, die im Norden von Schottland zwischen Inverness im Norden und Perth im Südosten in der Region Perth and Kinross liegt. Im Rahmen der historischen Gliederung Schottlands in Civil Parishes zählt es zu Fortingall, das zu Perthshire gehörte.

## Geographie
Keltneyburn liegt am östlichen Ende des Tales Glen Lyon am rechten, westlichen Ufer des Baches Keltney Burn, kurz vor dessen Mündung in den River Lyon. Nordwestlich des Ortes findet sich mit dem Keltneyburn Nature Reserve ein Naturschutzgebiet. Östlich des Baches beginnt das Civil Parish Dull.

## Historisches
Im in der Nähe gelegenen Coshieville Hotel waren Offiziere von General Wades Truppen zur Überwachung des Baus von Militärstraßen im frühen 18. Jahrhundert untergebracht.
Im Ortskern bestanden eine Reihe von handwerklichen Betriebsstätten wie eine Mühle, eine Schmiede und eine Anlage zur Produktion von Farbstoffen. Die aus dem 19. Jahrhundert stammenden baulichen Reste wurden 1981 als Listed Building der Kategorie „B“ unter Denkmalschutz gestellt.

## Personen
In Keltneyburn wurde 1887 der Gewerkschafter John McEwen geboren. Eine im Ort 1925 errichtete Gedenkstatue erinnert an den schottischen Offizier und späteren Historiker David Stewart of Garth (1772–1885). Der Schiffseigner Donald Currie, der größeren Grundbesitz im Ort hatte, ließ um 1895 einen Lesesaal bauen.